# François Pelen
Pour les articles homonymes, voir Pelen.
 (janvier 2022).
La mise en forme du texte ne suit pas les recommandations de Wikipédia : il faut le « wikifier ».
Les points d'amélioration suivants sont les cas les plus fréquents. Le détail des points à revoir est peut-être précisé sur la page de discussion.
- Les titres sont pré-formatés par le logiciel. Ils ne sont ni en capitales, ni en gras.
- Le texte ne doit pas être écrit en capitales (les noms de famille non plus), ni en gras, ni en italique, ni en « petit »…
- Le gras n'est utilisé que pour surligner le titre de l'article dans l'introduction, une seule fois.
- L'italique est rarement utilisé : mots en langue étrangère, titres d'œuvres, noms de bateaux, etc.
- Les citations ne sont pas en italique mais en corps de texte normal. Elles sont entourées par des guillemets français : « et ».
- Les listes à puces sont à éviter, des paragraphes rédigés étant largement préférés. Les tableaux sont à réserver à la présentation de données structurées (résultats, etc.).
- Les appels de note de bas de page (petits chiffres en exposant, introduits par l'outil «  Source ») sont à placer entre la fin de phrase et le point final[comme ça].
- Les liens internes (vers d'autres articles de Wikipédia) sont à choisir avec parcimonie. Créez des liens vers des articles approfondissant le sujet. Les termes génériques sans rapport avec le sujet sont à éviter, ainsi que les répétitions de liens vers un même terme.
- Les liens externes sont à placer uniquement dans une section « Liens externes », à la fin de l'article. Ces liens sont à choisir avec parcimonie suivant les règles définies. Si un lien sert de source à l'article, son insertion dans le texte est à faire par les notes de bas de page.
- La présentation des références doit suivre les conventions bibliographiques. Il est recommandé d'utiliser les modèles {{Ouvrage}}, {{Chapitre}}, {{Article}}, {{Lien web}} et/ou {{Bibliographie}}. Le mode d'édition visuel peut mettre en forme automatiquement les références.
- Insérer une infobox (cadre d'informations à droite) n'est pas obligatoire pour parachever la mise en page.

Pour une aide détaillée, merci de consulter Aide:Wikification.
Si vous pensez que ces points ont été résolus, vous pouvez retirer ce bandeau et améliorer la mise en forme d'un autre article.
François Pelen (né le 25 mai 1957) est un ophtalmologiste et entrepreneur français. 
Il est le cofondateur et président du conseil de surveillance du groupe Point Vision qui compte une cinquantaine de centres d’ophtalmologie à travers la France.

## Biographie

### Enfance et études
François Pelen grandit à Paris, en France. Il fait des études de médecine dont il sort diplômé en ophtalmologie.
En 1991, il obtient un MBA à HEC Paris.

### Carrière professionnelle

#### Carrière chez Sanofi
Il rejoint Sanofi en 1984 en tant que directeur de développement. 
En 1986, il est nommé directeur médical et marketing de Labcatal, filiale de Sanofi. 
En 1993, il devient directeur médical de Boots Healthcare, avant de devenir directeur des Affaires Économiques de Searle en 1999.

#### Carrière chez Pfizer
En 2000, au sein de Pharmacia puis de Pfizer, il occupe le poste de directeur de la "business unit" du secteur ophtalmologie avant de devenir en 2005, directeur marketing dans le département des neurosciences et de l'urologie. Un an plus tard, il est nommé au poste de vice-président marketing de Pfizer France. 
Il quitte son poste en 2009 pour créer Point Vision.

### Point vision
En juillet 2011, constatant à la longueur des délais d’attente pour obtenir un rendez-vous chez un ophtalmologiste et aux tarifs appliqués, François Pelen co-fonde le groupe Point Vision avec Patrice Pouts et Raphael Schnitzer. L'objectif est de proposer des rendez-vous dans la semaine pour un tarif raisonnable,.
Dans un premier temps, l’Ordre des médecins de la Ville de Paris n'autorise pas Point Vision à exercer. François Pelen dépose alors un recours auprès du Conseil régional de l’ordre des médecins et, qui lui donne raison en juillet 2013 et l’autorise à exercer. L'autorisation est ensuite validée en octobre 2013 par le Conseil national de l'ordre des médecins,.
François Pelen développe ainsi des centres chargés de donner de « l’efficacité aux examens et aux consultations des patients ». Il s'efforce de combler les déserts médicaux en créant des « postes avancés » et en développant un système de télétransmission de résultats vers des centres plus importants,.
En mai 2021, Point Vision signe un partenariat d’un an avec la caisse primaire d'assurance maladie afin d’expérimenter les télé-consultations d'ophtalmologie dans les Hauts-de-France,.
En 2023, Point Vision compte cinquante-cinq centres, et emploie un millier de personnes dont sept cents salariés et trois cents ophtalmologues.

### Autres activités
François Pelen est praticien attaché à l'hôpital Henri-Mondor de 1983 à juin 2021,.
En 2014, il candidate au poste de président du Syndicat national des ophtalmologistes de France (Snof) dont il est alors l’un des administrateurs.
Il est, depuis 2016, administrateur de Picardie Investissement. Il est aussi administrateur non-exécutif de Quantum Genomics depuis janvier 2022.
Il est aussi membre de la Société française d'ophtalmologie (SFO), de l'Académie américaine d'ophtalmologie (AAO), de l'Association for Research in Vision and Ophthalmology (ARVO) et il est l’un des enseignants du programme Challenge Plus d’HEC Paris.

## Publications
- Crise sanitaire : pourquoi il faut presque tout changer – Le temps du médecin entrepreneur aux éditions Cherche midi[23],[24].
- En 2020, il publie dans Les Echos une tribune intitulée « Pour un Ségur de la médecine en ville » [25].

Il est également l'auteur de plusieurs publications destinées à des revues scientifiques.